# Президент Черногории
Президент Черногории (черног. Предсједник Црне Горе / Predsjednik Crne Gore) — глава государства в Черногории.
Срок полномочий президента установлен в 5 лет, с правом однократного переизбрания. Президент избирается на прямых выборах всеобщим тайным голосованием. Мандат президента может быть продлён в случае объявления военного положения на время его введения. Мандат президента прекращается в случае его истечения, при его аннулировании, или при отставке президента. Президент может быть также отозван Скупщиной, после чего Конституционный суд должен решить, была ли нарушена президентом Конституция.

## Резиденция президента

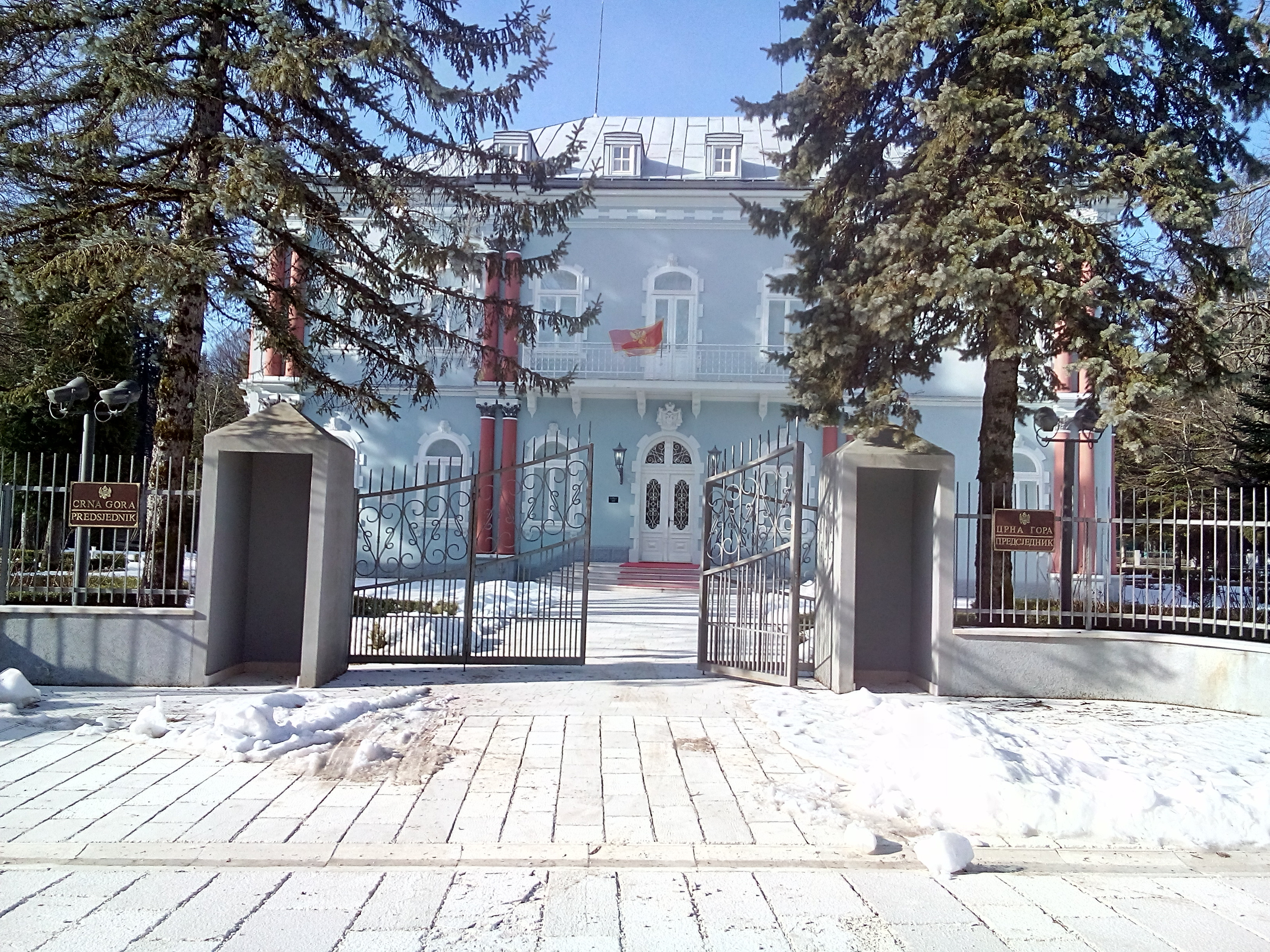
Голубой дворец (Цетине)

Официальная резиденция главы государства расположена в Цетине, королевской столице Черногории, в Голубом дворце, который изначально был построен для Данило II Петровича-Негоша.

## Полномочия президента
Президент в рамках конституционных полномочий:
- представляют республику в стране и за рубежом;
- обнародует законы;
- назначает выборы Скупщины;
- предлагает депутатам Скупщины кандидатуру премьера и судей Конституционного суда;
- предлагает Скупщине проведение референдума;
- предоставляет амнистию за уголовные преступления;
- награждает государственными наградами;
- выполнять все другие обязанности в соответствии с Конституцией.

Президент является членом Высшего совета обороны.

## Список глав Черногории
Приведён список руководителей Черногории в различные исторические периоды (исключая монархов).

### В составе Демократической Федеративной Югославии (1945)
29 ноября 1943 года в боснийском городе Яйце на второй сессии Антифашистского вече народного освобождения Югославии было принято решение о строительстве после окончания Второй мировой войны демократического федеративного государства югославских народов под руководством Коммунистической партии Югославии. Были заложены основы федеративного устройства страны из 6 частей (Сербия, Хорватия, Босния и Герцеговина, Словения, Македония и Черногория).
7 марта 1945 года в Белграде было сформировано получившее международное признание временное правительство Демократической Федеративной Югославии во главе с Иосипом Броз Тито.
В составе образованной федерации Черногория получила название Федеральное Государство Черногория (сербохорв. Федерална Држава Црна Гора, Federalna Država Crna Gora). 29 ноября 1945 года Учредительная скупщина Югославии окончательно ликвидировала монархию и провозгласила Федеративную Народную Республику Югославия, с преобразованием федеральных государств в народные республики, в числе которых была и Народная Республика Черногория.
Руководство Черногории в этот период осуществлялось различными народно-освободительными (в годы Народно-освободительной войны Югославии) и государственными, одновременно законодательными и исполнительными органами:
- Краевое антифашистское вече народного освобождения Черногории и Которского залива (сербохорв. Земаљско антифашистичко веће народног ослобођења Црне Горе и Боке Которске, Zemaljsko antifašističko veće narodnog oslobođenja Crne Gore i Boke Kotorske), первое заседание которой прошло 15 ноября 1943 года в Колашине.
- Черногорская антифашистская скупщина народного освобождения (сербохорв. Црногорска антифашистичка скупштина народног ослобођења, Crnogorska antifašistička skupština narodnog oslobođenja) была образована из Краевого антифашистского вече[1] на его третьем заседании в Колашине, завершённом 15 июля 1944 года. Тогда же было принято решение о будущем Черногории как равноправной федеральной единицы в Демократической Федеративной Югославии. Был избран Президиум Скупщины (сербохорв. Председништво Скупштине), уполномоченный сформировать высший орган власти — Национальный комитет освобождения Черногории, а до его формирования исполнявший обязанности по поддержанию конституционного порядка в Черногории как федеральной единицы югославского государства.
- Черногорская народная скупщина (сербохорв. Црногорска народна скупштина, Crnagorska narodna skupština) была образована из Черногорской антифашистской скупщины народного освобождения на её четвёртом заседании в Цетине, завершённом 17 апреля 1945 года. Она была провозглашена высшим органом власти и единственным законодательным органом, во главе которого стоял Президиум, возглавляемый его президентом.

|          | Портрет      | Имя (годы жизни)                                                  | Полномочия     | Полномочия                                                            | Партия                            | Должность                                                                                     |
| Начало   | Портрет      | Имя (годы жизни)                                                  | Окончание      |                                                                       | Партия                            | Должность                                                                                     |
| -------- | ------------ | ----------------------------------------------------------------- | -------------- | --------------------------------------------------------------------- | --------------------------------- | --------------------------------------------------------------------------------------------- |
| 1 (I—II) |              | Нико Милянич (1892—1957) сербохорв. Нико Миљанић, Niko Miljanić   | 15 ноября 1943 | 14 июля 1944                                                          | Коммунистическая партия Югославии | Президент Краевого антифашистского вече народного освобождения Черногории и Которского залива |
| 1 (I—II) | 14 июля 1944 | Нико Милянич (1892—1957) сербохорв. Нико Миљанић, Niko Miljanić   | 15 апреля 1945 | Президент Черногорской антифашистской скупщины народного освобождения | Коммунистическая партия Югославии |                                                                                               |
| 2 (I)    |              | Милош Рашович (1893—1988) сербохорв. Милош Рашовић, Miloš Rašović | 15 апреля 1945 | 29 ноября 1945                                                        | Коммунистическая партия Югославии | Президент Президиума Черногорской народной скупщины                                           |

### В составе ФНРЮ (1945—1963)
После провозглашения Учредительной скупщиной Югославии 29 ноября 1945 года Федеративной Народной Республики Югославия входившие в состав Демократической Федеративной Югославии государства были преобразованы в народные республики, в числе которых была и Народная республика Черногория (сербохорв. Народна Република Црна Гора, Narodna Republika Crna Gora). 
3 ноября 1945 года состоялись выборы в Учредительную скупщину Народной Республики Черногории (сербохорв. Уставотворна скупштина Народне Републике Црне Горе, Ustavatvorna skupština Narodne Republike Crne Gore), призванную выработать новую конституцию республики. Она работала с 21 ноября 1946 года до 31 декабря 1946 года, в этот период обладая полнотой власти.
По конституции 1946 года руководителем Народной Республики Черногории являлся Президент Президиума Народной скупщины, а с 4 февраля 1953 года — Президент Народной скупщины.
|             | Портрет        | Имя (годы жизни)                                                           | Полномочия      | Полномочия                                                             | Партия                                 | Должность                                                        |
| Начало      | Портрет        | Имя (годы жизни)                                                           | Окончание       |                                                                        | Партия                                 | Должность                                                        |
| ----------- | -------------- | -------------------------------------------------------------------------- | --------------- | ---------------------------------------------------------------------- | -------------------------------------- | ---------------------------------------------------------------- |
| (2) (I—III) |                | Милош Рашович (1893—1988) сербохорв. Милош Рашовић, Miloš Rašović          | 29 ноября 1945  | 21 ноября 1946                                                         | Коммунистическая партия Югославии      | Президент Президиума Черногорской народной скупщины              |
| (2) (I—III) | 21 ноября 1946 | Милош Рашович (1893—1988) сербохорв. Милош Рашовић, Miloš Rašović          | 31 декабря 1946 | Президент Президиума Учредительной скупщины                            | Коммунистическая партия Югославии      |                                                                  |
| (2) (I—III) | 1 января 1947  | Милош Рашович (1893—1988) сербохорв. Милош Рашовић, Miloš Rašović          | 6 ноября 1950   | Коммунистическая партия Югославии → Коммунистическая партия Черногории | Президент Президиума Народной скупщины |                                                                  |
| 3           |                | Никола Ковачевич (1890—1967) сербохорв. Никола Ковачевић, Nikola Kovačević | 6 ноября 1950   | 4 февраля 1953                                                         | Президент Президиума Народной скупщины | Коммунистическая партия Черногории → Союз коммунистов Черногории |
| 3           | 4 февраля 1953 | Никола Ковачевич (1890—1967) сербохорв. Никола Ковачевић, Nikola Kovačević | 14 декабря 1953 | Союз коммунистов Черногории                                            | Президент Народной скупщины            |                                                                  |
| 4           |                | Блажо Йованович (1907—1976) сербохорв. Блажо Јовановић, Blažo Jovanović    | 14 декабря 1953 | Союз коммунистов Черногории                                            | Президент Народной скупщины            | 14 июля 1962                                                     |
| 5           |                | Филип Байкович (1910—1985) сербохорв. Филип Бајковић, Filip Bajković       | 14 июля 1962    | Союз коммунистов Черногории                                            | Президент Народной скупщины            | 7 апреля 1963                                                    |

### В составе СФРЮ (1963—1992)
Вступившая в силу 7 апреля 1963 года новая конституция Югославии провозгласила страну социалистическим государством, в соответствии с чем его название было изменено на Социалистическая Федеративная Республика Югославия, а входившие в её состав республики получили название социалистических, включая Социалистическую Республику Черногорию (сербохорв. Социјалистичка Република Црна Гора, Socijalistička Republika Crna Gora). 
По новой конституции парламент республики получил название Скупщина Социалистической Республики Черногории (сербохорв. Скупштина Социјалистичке Републике Црне Горе, Skupština Sociјalističke Republike Crne Gore), название должности его руководителя и руководителя государства было изменено на президент Скупщины (сербохорв. предсjeдник скупштине, predsjednik skupštine).
6 мая 1974 года в Черногории был образован внепарламентский высший коллегиальный орган управления — Президиум Социалистической Республики Черногории во главе с Президентом Президиума (сербохорв. Предсједник Предсједништва Социјалистичке Републике Црне Горе, Predsjednik Predsedništva Sociјаlističke Republike Crne Gore).
23 декабря 1990 года была учреждена должность Президента Социалистической Республики Черногории (сербохорв. Предсједник Социјалистичке Републике Црне Горе, Predsjednik Sociјаlističke Republike Crne Gore), в последующем трансформировавшаяся в Президента Республики Черногории и Президента Черногории в соответствии с официальным названием страны.
3 августа 1991 года название республики было заменено на Республика Черногория (сербохорв. Република Црна Гора, Republika Crna Gora). 27 апреля 1992 года Черногория вместе с Сербией образовала Союзную Республику Югославия.
|        | Портрет | Имя (годы жизни)                                                               | Полномочия      | Полномочия      | Партия                                                                      | Должность            |
| Начало | Портрет | Имя (годы жизни)                                                               | Окончание       |                 | Партия                                                                      | Должность            |
| ------ | ------- | ------------------------------------------------------------------------------ | --------------- | --------------- | --------------------------------------------------------------------------- | -------------------- |
| (5)    |         | Филип Байкович (1910—1985) сербохорв. Филип Бајковић, Filip Bajković           | 7 апреля 1963   | 5 мая 1963      | Союз коммунистов Черногории                                                 | Президент скупщины   |
| 6      |         | Андрия Мугоша (1910—2006) сербохорв. Андрија Мугоша, Andrija Mugoša            | 5 мая 1963      | 5 мая 1967      | Союз коммунистов Черногории                                                 | Президент скупщины   |
| 7 (I)  |         | Велько Милатович (1921—2004) сербохорв. Вељко Милатовић, Veljko Milatović      | 5 мая 1967      | 6 октября 1969  | Союз коммунистов Черногории                                                 | Президент скупщины   |
| 8      |         | Видое Жаркович (1927—2000) сербохорв. Видоје Жарковић, Vidoje Žarković         | 6 октября 1969  | 6 мая 1974      | Союз коммунистов Черногории                                                 | Президент скупщины   |
| 7 (II) |         | Велько Милатович (1921—2004) сербохорв. Вељко Милатовић, Veljko Milatović      | 6 мая 1974      | 7 мая 1982      | Союз коммунистов Черногории                                                 | Президент Президиума |
| 9      |         | Веселин Джуранович (1925—1997) сербохорв. Веселин Ђурановић, Veselin Đuranović | 7 мая 1982      | 6 мая 1983      | Союз коммунистов Черногории                                                 | Президент Президиума |
| 10     |         | Марко Орландич (1930—2019) сербохорв. Марко Орландић, Marko Orlandić           | 6 мая 1983      | 7 мая 1984      | Союз коммунистов Черногории                                                 | Президент Президиума |
| 11     |         | Миодраг Влахович (1924—2006) сербохорв. Миодраг Влаховић, Miodrag Vlahović     | 7 мая 1984      | 7 мая 1985      | Союз коммунистов Черногории                                                 | Президент Президиума |
| 12     |         | Бранислав Шошкич (1922—2022) сербохорв. Бранислав Шошкић, Branislav Šoškić     | 7 мая 1985      | 6 мая 1986      | Союз коммунистов Черногории                                                 | Президент Президиума |
| 13     |         | Радивое Брайович (1935—) сербохорв. Радивоје Брајовић, Radivoje Brajović       | 6 мая 1986      | 6 мая 1988      | Союз коммунистов Черногории                                                 | Президент Президиума |
| 14     |         | Божина Иванович (1931—2002) сербохорв. Божина Ивановић, Božina Ivanović        | 6 мая 1988      | 13 января 1989  | Союз коммунистов Черногории                                                 | Президент Президиума |
| и. о.  |         | Слободан Симович (?—?) сербохорв. Слободан Симовић, Slobodan Simović           | 13 января 1989  | 17 марта 1989   | Союз коммунистов Черногории                                                 | Президент Президиума |
| 15     |         | Бранко Костич (1939—2020) сербохорв. Бранко Костић, Branko Kostić              | 17 марта 1989   | 25 декабря 1990 | Союз коммунистов Черногории                                                 | Президент Президиума |
| 16 (I) |         | Момир Булатович (1956—2019) сербохорв. Момир Булатовић, Momir Bulatović        | 25 декабря 1990 | 27 апреля 1992  | Союз коммунистов Черногории → Демократическая партия социалистов Черногории | Президент            |
|        |         | Момир Булатович (1956—2019) сербохорв. Момир Булатовић, Momir Bulatović        | 25 декабря 1990 | 27 апреля 1992  | Союз коммунистов Черногории → Демократическая партия социалистов Черногории | Президент            |

### В составе СРЮ (1992—2003)
27 апреля 1992 года Черногория вместе с Сербией образовала Союзную Республику Югославия. По конституции 1992 года руководителем Черногории являлся президент (серб. Предсједник Републике Црне Горе, Predsјednik Republike Crne Gore), а государственным языком была объявлена иекавская форма сербского языка.
14 февраля 2003 года Союзная Республика Югославия была преобразована в Государственный Союз Сербии и Черногории, представлявший собой конфедерацию независимых государств.
|              | Портрет        | Имя (годы жизни)                                                   | Полномочия     | Полномочия      | Партия                                        | Выборы |
| Начало       | Портрет        | Имя (годы жизни)                                                   | Окончание      |                 | Партия                                        | Выборы |
| ------------ | -------------- | ------------------------------------------------------------------ | -------------- | --------------- | --------------------------------------------- | ------ |
| (16) (I)—II) |                | Момир Булатович (1956—2019) серб. Момир Булатовић, Momir Bulatović | 27 апреля 1992 | 15 января 1993  | Демократическая партия социалистов Черногории | (1990) |
| (16) (I)—II) | 15 января 1993 | Момир Булатович (1956—2019) серб. Момир Булатовић, Momir Bulatović | 15 января 1998 | 1992            | Демократическая партия социалистов Черногории |        |
| 17           |                | Мило Джуканович (1962—) серб. Мило Ђукановић, Milo Đukanović       | 15 января 1998 | 25 ноября 2002  | Демократическая партия социалистов Черногории | 1997   |
| и. о.        |                | Филип Вуянович (1954—) серб. Филип Вујановић, Filip Vujanović      | 25 ноября 2002 | 14 февраля 2003 | Демократическая партия социалистов Черногории | 2002   |

### В составе Государственного союза (2003—2006)
14 марта 2002 года Сербия и Черногория пришли к соглашению о сотрудничестве только в некоторых политических областях (например, оборонительный союз и международное представительство). 14 февраля 2003 года была принята конституция Государственного Союза Сербии и Черногории.
Каждое государство имело своё собственное законодательство и экономическую политику, а позже — валюту, таможню и другие государственные атрибуты. Союз официально не имел общей столицы — хотя большинство правительственных органов находилось в столице Сербии Белграде, некоторые были переведены в столицу Черногории Подгорицу.
|         | Портрет | Имя (годы жизни)                                                | Полномочия      | Полномочия  | Партия                                        | Выборы        |
| Начало  | Портрет | Имя (годы жизни)                                                | Окончание       |             | Партия                                        | Выборы        |
| ------- | ------- | --------------------------------------------------------------- | --------------- | ----------- | --------------------------------------------- | ------------- |
| (и. о.) |         | Филип Вуянович (1954—) серб. Филип Вујановић, Filip Vujanović   | 14 февраля 2003 | 19 мая 2003 | Демократическая партия социалистов Черногории | 2003, февраль |
| и. о.   |         | Рифат Растодер (1950—2023) серб. Рифат Растодер, Rifat Rastoder | 19 мая 2003     | 22 мая 2003 | Социал-демократическая партия Черногории      |               |
| и. о.   |         | Драган Куйович (1948—2010) серб. Драган Кујовић, Dragan Kujović | 19 мая 2003     | 22 мая 2003 | Демократическая партия социалистов Черногории |               |
| 18      |         | Филип Вуянович (1954—) серб. Филип Вујановић, Filip Vujanović   | 22 мая 2003     | 3 июня 2006 | Демократическая партия социалистов Черногории | 2003, май     |

### Период независимости (с 2006)
21 мая 2006 года в Черногории был проведён референдум о национальной независимости. По его результатам 3 июня 2006 года была провозглашена национальная независимость Черногории, вскоре признанная Сербией.
Согласно новой конституции, вступившей в силу 22 ноября 2007 года, название страны было изменено на Черногория (черног. Црна Гора, Crna Gora), государственным был объявлен черногорский язык.
|        | Портрет | Имя (годы жизни)                                                | Полномочия  | Полномочия  | Партия                                        | Выборы    |
| Начало | Портрет | Имя (годы жизни)                                                | Окончание   |             | Партия                                        | Выборы    |
| ------ | ------- | --------------------------------------------------------------- | ----------- | ----------- | --------------------------------------------- | --------- |
| (18)   |         | Филип Вуянович (1954—) черног. Филип Вујановић, Filip Vujanović | 3 июня 2006 | 20 мая 2018 | Демократическая партия социалистов Черногории | 2008 2013 |
| 19     |         | Мило Джуканович (1962—) серб. Мило Ђукановић, Milo Đukanović    | 20 мая 2018 | 20 мая 2023 | Демократическая партия социалистов Черногории | 2018      |
| 20     |         | Яков Милатович (1986—) черног. Јаков Милатовић, Jakov Milatović | 20 мая 2023 | действующий | Европа сейчас!                                | 2023      |